# Ludwig Ring-Eifel
Ludwig Ring-Eifel (* 1960 in Trier) ist ein deutscher Journalist. Er war von 2005 bis 2022 Chefredakteur der Katholischen Nachrichten-Agentur (KNA). Seit 2022 ist er Leiter des Centrum Informationis Catholicum (CIC) in Rom.

## Leben
Ludwig Ring-Eifel studierte nach seinem Abitur am Trierer Friedrich-Wilhelm-Gymnasium in Trier, Mainz und Kalifornien Philosophie, Katholische Theologie, Religionswissenschaft und Altphilologie. Er war von 1984 bis 1986 für die Grünen im Trierer Stadtrat. 1987 begann er als Nachrichtenredakteur bei der Frankfurter Allgemeine Zeitung (FAZ). Seit 1990 berichtete er für kirchliche Medien, unter anderem für die Katholischen Nachrichten-Agentur in Bonn. Er war Chefredakteur des Magazins kontinente in Köln. 1996 wurde er Rom-Korrespondent der katholischen Nachrichtenagenturen kathpress, KIPA und KNA.
Seit 2005 war er Chefredakteur der KNA und Nachfolger von Helmut S. Ruppert. 2022 trat Bernward Loheide die Nachfolge von Ring-Eifel an.
Im Herbst 2022 ist Ring-Eifel wieder als Chefkorrespondent der KNA in Rom tätig und hat zudem die Leitung des Centrum Informationis Catholicum (CIC) in Rom übernommen, einer Gemeinschaftsredaktion der KNA und ihren deutschsprachigen Partneragenturen in Österreich (Kathpress) und der Schweiz (KIPA).
Er engagiert sich in der KNA-Promedia-Stiftung, einer Förderinitiative für junge katholische Journalisten und ist dessen langjähriges Beiratsmitglied.
Er begleitete Johannes Paul II. auf 13 Auslandsreisen und hat mehrere Bücher verfasst. Er lebt mit seiner Frau und zwei Kindern in Berlin.

## Schriften
- Weltmacht Vatikan. Päpste machen Politik, Pattloch München 2004, ISBN 3-629-01679-0.
- Johannes Paul II.: Der Mensch – der Papst – das Vermächtnis, Herder Freiburg 2005.
- Der Papst in Deutschland. Unvergessliche Begegnungen mit Benedikt XVI., Herder Freiburg 2005, ISBN 3-451-29102-9.